# 切佩利夫卡
49°39′3″N 26°52′18″E / 49.65083°N 26.87167°E
切佩利夫卡（烏克蘭語：Чепелівка）是位於烏克蘭西部的村莊，由赫梅利尼茨基州裡赫梅利尼茨基區的克拉西利夫市鎮負責管轄。該村始建於1700年，面積2.71平方公里，海拔高度298米，2001年人口1,061，人口密度每平方公里391.1人。